# Chrístos Baníkas
Christódoulos Baníkas (en grec : Χριστόδουλος Μπανίκας), souvent appelé Chrístos Baníkas (Χρήστος Μπανίκας) est un grand maître grec du jeu d’échecs né le 20 mai 1978 à Salonique. Il réside à Salonique.

## Carrière
Baníkas remporte le championnat grec des moins de 12 ans en 1990, le championnat des moins de 16 ans en 1993 et celui des moins de 20 ans en 1996. Il a remporté sept fois le championnat national, de 2000 à 2005 et en 2008. Il a également remporté le championnat d'Europe des parties rapides en 2002.
En juillet 2009, son classement Elo de la Fédération internationale des échecs est de 2598, ce qui le classe 196e joueur mondial et 3e joueur grec, après Vassílios Kotroniás et Ioánnis Papaïoánnou.
En 2001, il a perd un match homme contre machine contre le programme Deep Junior 1½-2½

## Style
Baníkas est réputé pour favoriser les complications tactiques. Avec les Noirs, il joue habituellement la défense sicilienne contre 1.e4 et avec les Blancs, il joue 1.d4 et parfois 1.Cf3 ou 1.c4.